# Pompeys Pillar National Monument
Pompeys Pillar National Monument ist eine Gedenkstätte vom Typ eines National Monuments im Süden des US-Bundesstaats Montana. Das kleine Schutzgebiet umfasst einen markanten Sandsteinfelsen am Südufer des Yellowstone Rivers, der eine wichtige Wegmarke für alle Reisenden am und auf dem Fluss darstellt. Es wurde von William Clark als erstem Weißen beschrieben, der 1806 auf dem Rückweg der Lewis-und-Clark-Expedition an dem Felsen vorbeikam. Er benannte den Felsen nach Pompey, dem Spitznamen von Jean Baptiste Charbonneau, einem damals erst einjährigen Kind in der Reisegruppe der Expedition.
Im Juli 1965 erhielt der Felsen den Status eines National Historic Landmarks. Das Gebiet wurde Anfang 2001 in seinen letzten Amtstagen durch US-Präsident Bill Clinton ausgewiesen und untersteht dem Bureau of Land Management, einer Behörde unter dem Dach des US-Innenministeriums.

## Beschreibung

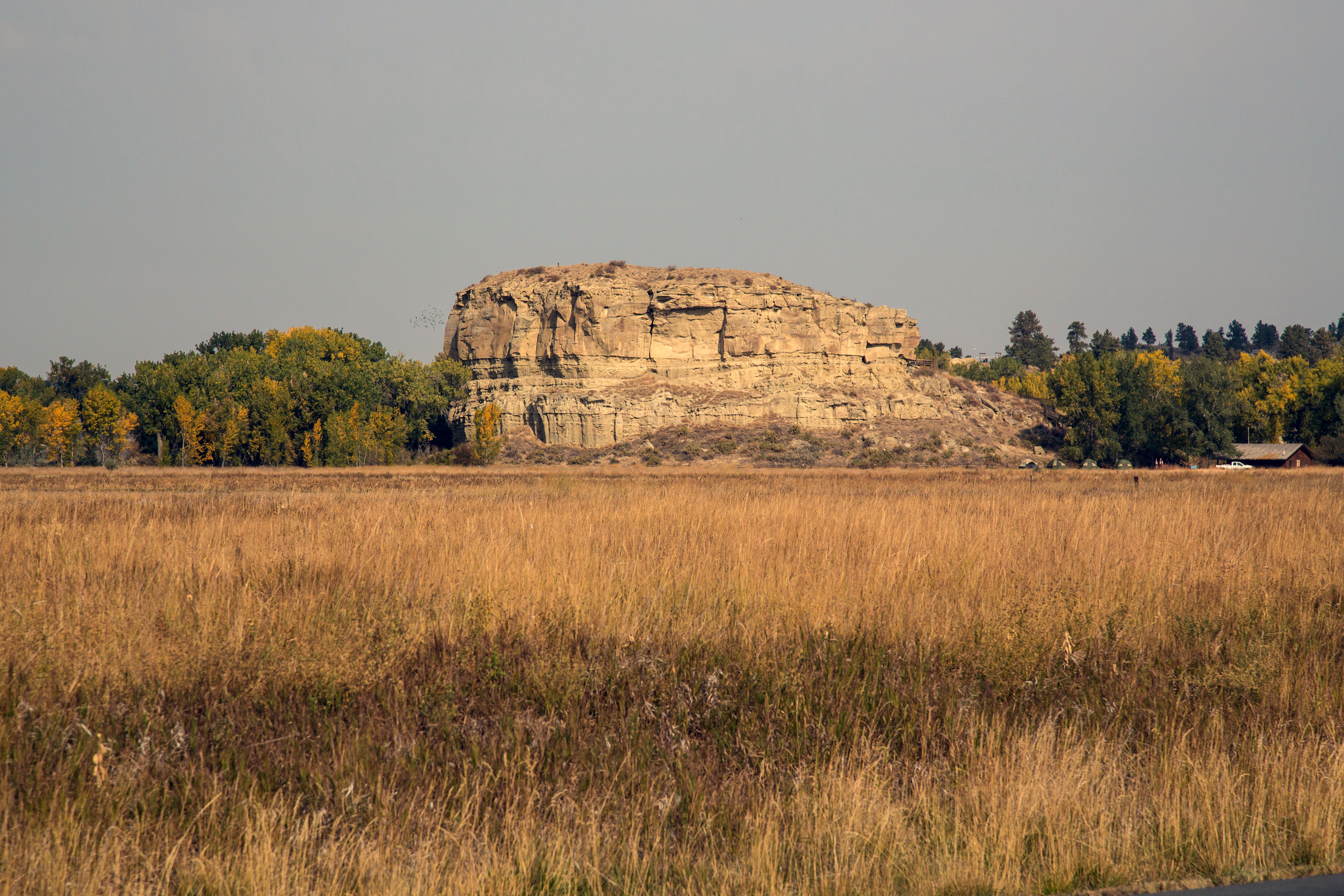
Der Fels vor dem Waldstreifen am Fluss

Der etwa 30 m über den Yellowstone River aufragende Felsblock ist ein Aufschluss etwa 65 bis 75 Millionen Jahre alten Sandsteins. Er entstand aus Sedimenten, die Flüsse von den Rocky Mountains als Schwemmfächer in einem gewaltigen Binnenmeer abgelagert haben.
Er steht heute frei am Ufer des Yellowstone Rivers, dessen Lauf von Pappeln gesäumt ist. Das Tal ist durch Landwirtschaft geprägt, die Artenvielfalt der Wildtiere ist seit der Zeit William Clarks stark zurückgegangen. Trotzdem hat der Fluss eine große Bedeutung als Zugweg für Vögel, insbesondere Limikolen, Enten und Gänse. Im Gebiet leben außerdem Weißwedelhirsch und Maultierhirsch, Waschbären, Graufuchs, Rotluchs und Kojote.
Der Fels dient vermutlich seit der ersten Besiedelung der Region vor etwa 11.000 Jahren als Wegmarkierung. In der Sprache der Crow-Indianer heißt er Iishbiiammaache, was etwa „Ort des Berglöwen“ bedeutet. Berglöwen oder Pumas sind heute in der Gegend sehr selten. Wegen der exponierten Lage am Fluss hat der Fels auch für andere Völker der Region eine besondere Bedeutung. In ihren Sprachen benennen ihn die Cheyenne, Lakota, Shoshone, Arapaho, Blackfeet und Salish. Petroglyphen im Stein zeigen, dass vielfältige Besucher den Ort als Rastplatz genutzt haben.

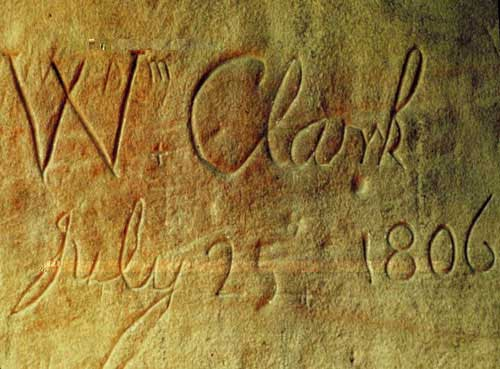
Namenszug von William Clark mit Datum

Die Region gehörte zum Louisiana-Territorium, das die jungen Vereinigten Staaten 1803 von Frankreich kauften. 1804–06 erkundete die Lewis-und-Clark-Expedition im Auftrag von Präsident Thomas Jefferson die neuen Gebiete. Als William Clark sich 1806 von seinem Partner Meriwether Lewis trennte, um auf dem Rückweg von der Lewis-und-Clark-Expedition ein größeres Gebiet erfassen zu können, erkundete er als erster Weißer den Yellowstone River. Am 25. Juli des Jahres 1806 hinterließ er seinen Namen an Pompeys Pillar. Das Tal des Yellowstone Rivers wurde in der Folge Teil des Reservats der Crow-Indianer.
Die Unterschrift und der Fels wurden als Touristen-Attraktion vermarktet. Zunächst nur für die Fahrgäste der Raddampfer auf dem Fluss, ab 1882 verlief auch die Eisenbahn-Linie der Northern Pacific Railroad entlang dem Yellowstone River und die Bahngesellschaft richtete einen eigenen Haltepunkt Pompeys Pillar ein. Anfang des 20. Jahrhunderts wurden die Crow-Indianer gezwungen, ihr Reservat zu verkleinern, ihre Familien hatten jedoch den ersten Zugriff auf Flächen im Tal nach dem Homestead Act und behielten so einen kleinen Teil des Landes.

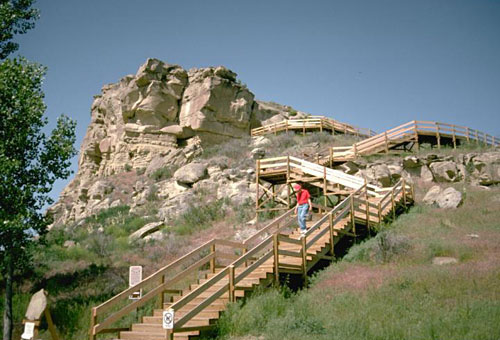
Treppen auf den Felsen

1955 kaufte die Familie Foote den Felsen und die direkt angrenzenden Felder und machten ihn wieder für Touristen zugänglich. 1989 rentierte sich das Geschäft nicht mehr, das Gebiet wurde vom Bureau of Land Management angekauft, ein provisorisches Besucherzentrum errichtet und in den folgenden Jahren die Treppen auf den Felsen erneuert.
In seinen letzten Amtstagen und ohne Abstimmung mit dem Kongress oder dem Bundesstaat Montana wertete Präsident Bill Clinton im Januar 2001 das Gebiet zum kleinsten National Monument der Vereinigten Staaten auf. Zur Sommersaison 2006 eröffnete das neue Besucherzentrum, das die Geschichte der indianischen Urbevölkerung, der weißen Siedler sowie Natur und Kultur der Region darstellt.